# Stadsbiblioteket, Lund

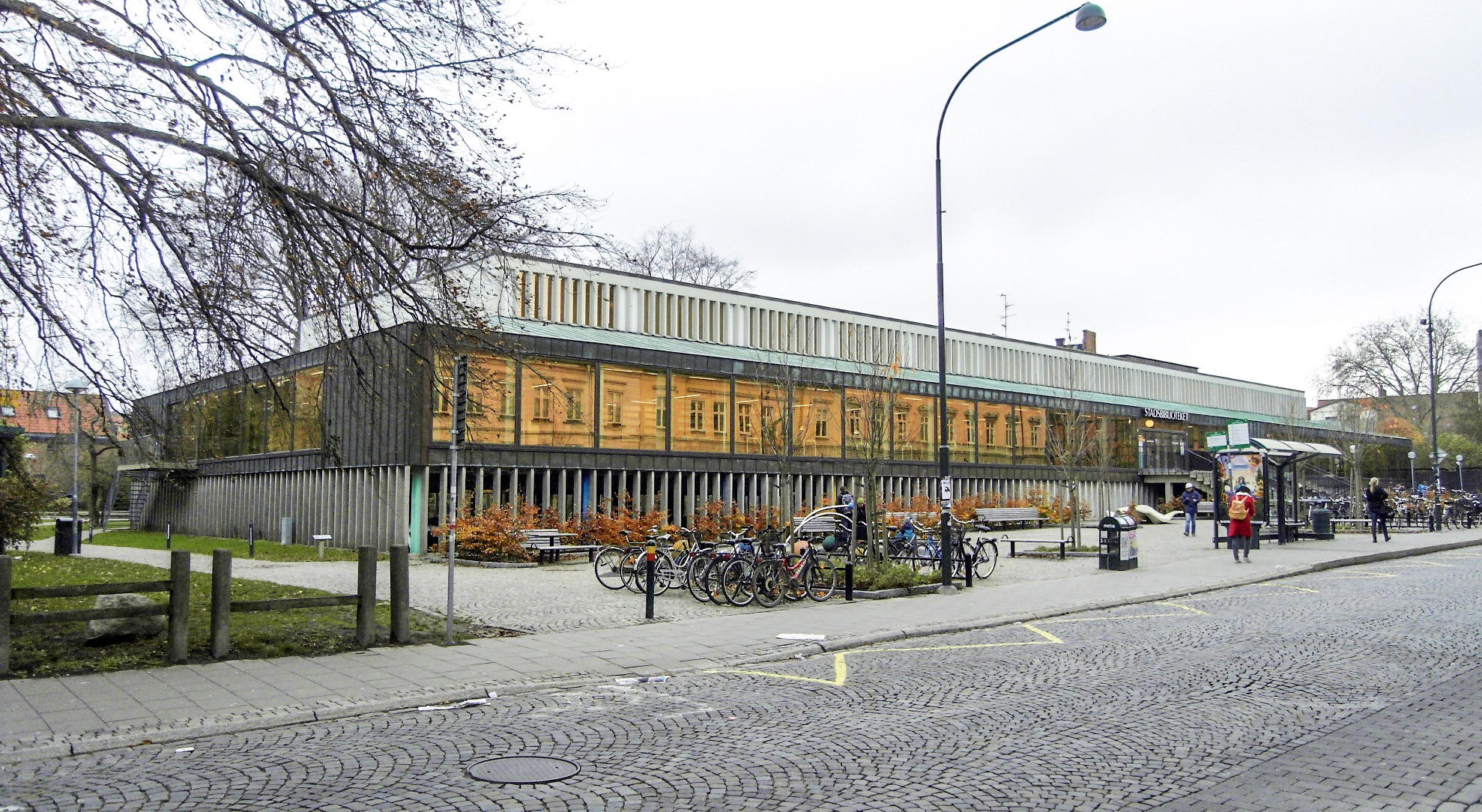
Lunds stadsbibliotek, 2013.

Stadsbiblioteket är ett folkbibliotek i Lund. Lunds stadsbibliotek grundades 1864 och var då beläget vid pastorsexpeditionen vid Krafts torg. 1870 flyttade man till nuvarande Vårfruskolan och 1900 till det då nybyggda församlingshemmet Ugglan. Sedermera kommunaliserades biblioteket. År 1928 flyttade man till Lunds stadshus som ligger mittemot Lunds domkyrka. Där stannade man ända till 1970 då man flyttade in i de nuvarande - då nybyggda - lokalerna vid Sankt Petri kyrkogata. Flemming Lassen står för ritningarna. Vid den nuvarande byggnaden finns en plats, Petriplatsen. Där står en staty av Carl von Linné utförd av Ansgar Almquist. 1999 genomfördes en omfattande nyrenovering av lokalerna.
Biblioteket består av två våningar där den första innehåller beståndet och datorer att låna, medan den andra våningen är en tyst läsavdelning. I biblioteket finns det även ett café.
Flera stadsdelsbibliotek i Lund är meröppna och därmed möjliga att besöka även när de inte är bemannade.

## Bildgalleri

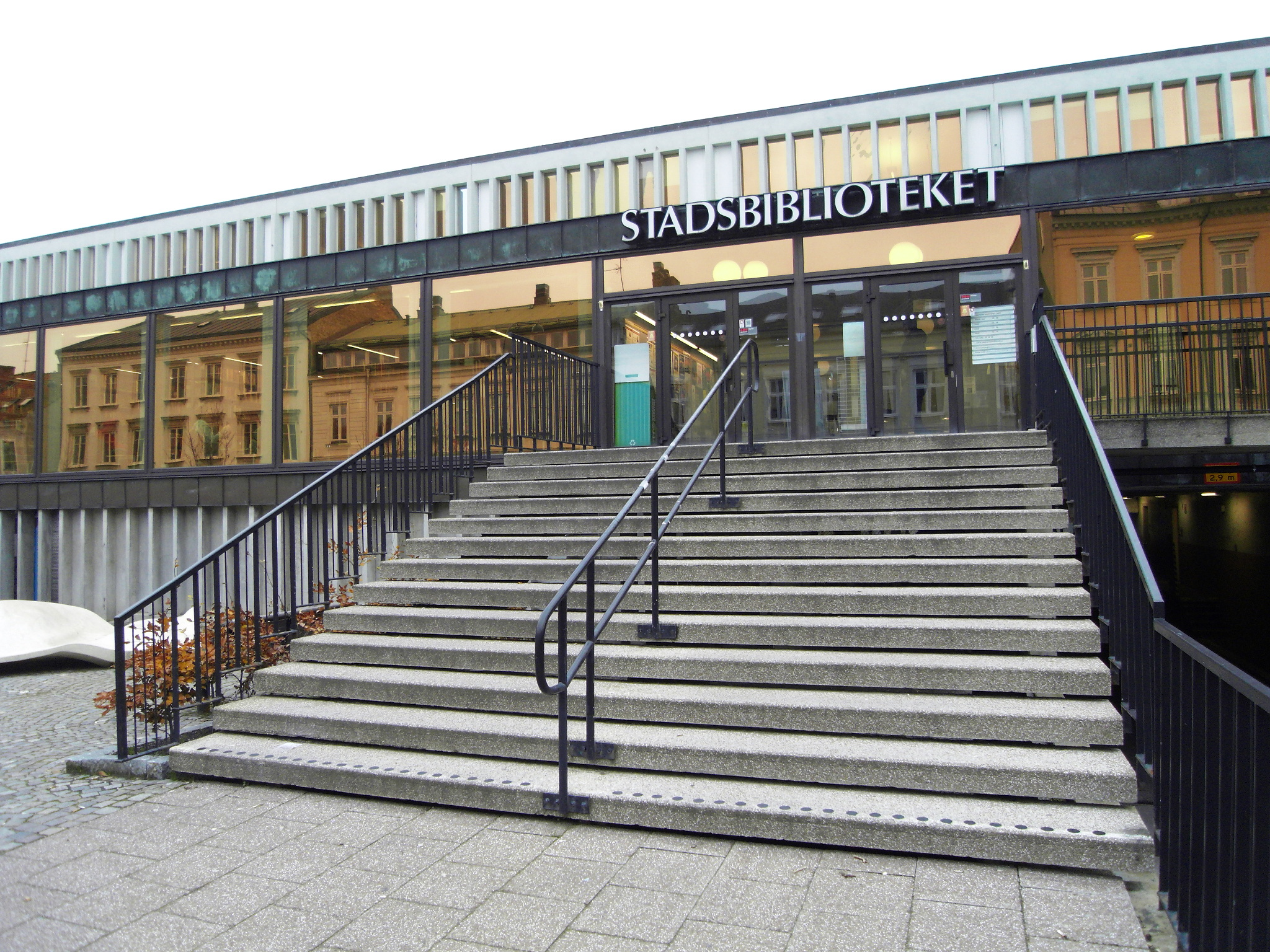
Bibliotekets huvudingång, 2013.
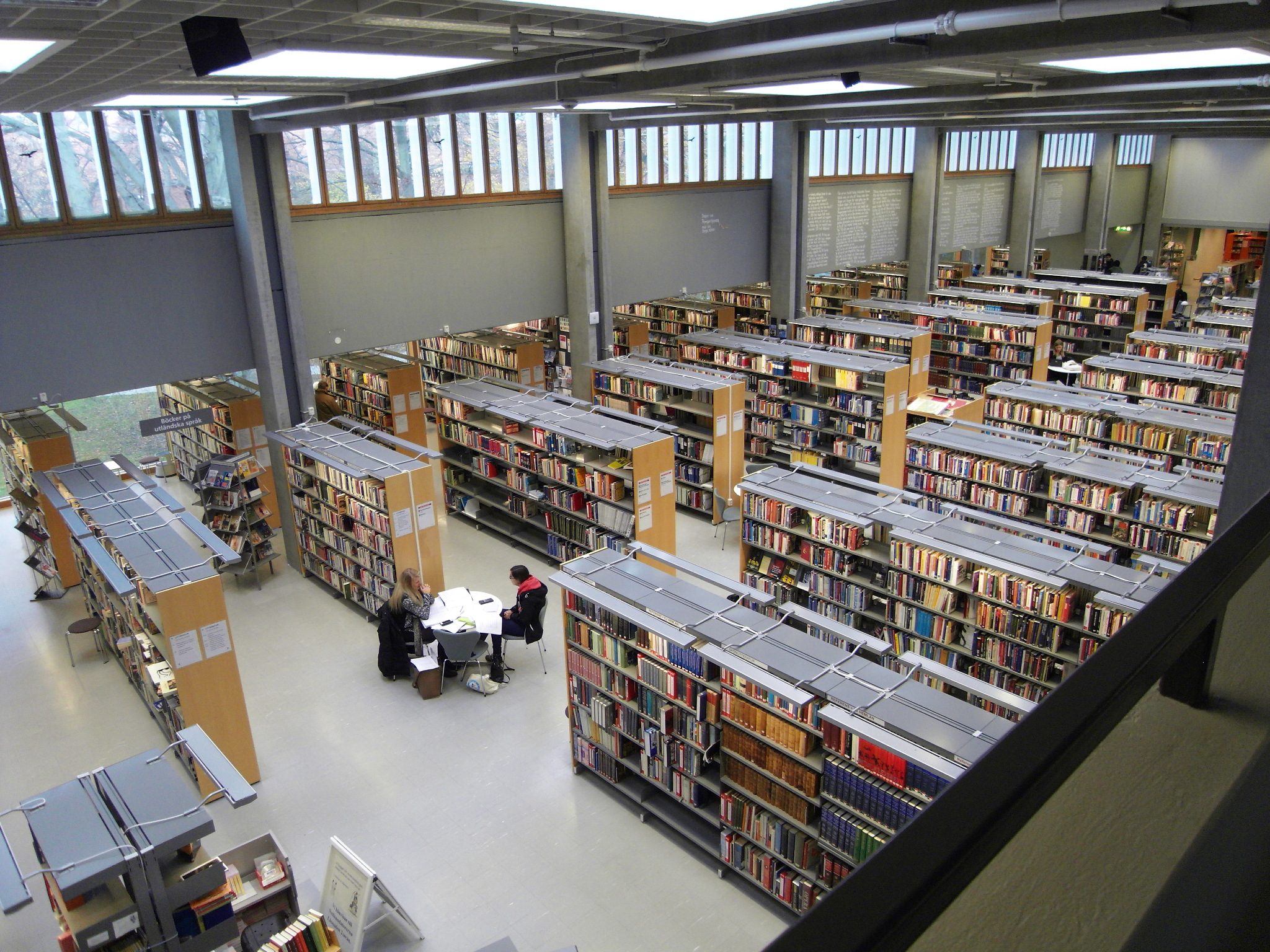
Interiör, 2013.